# 德意志航空器製造公司

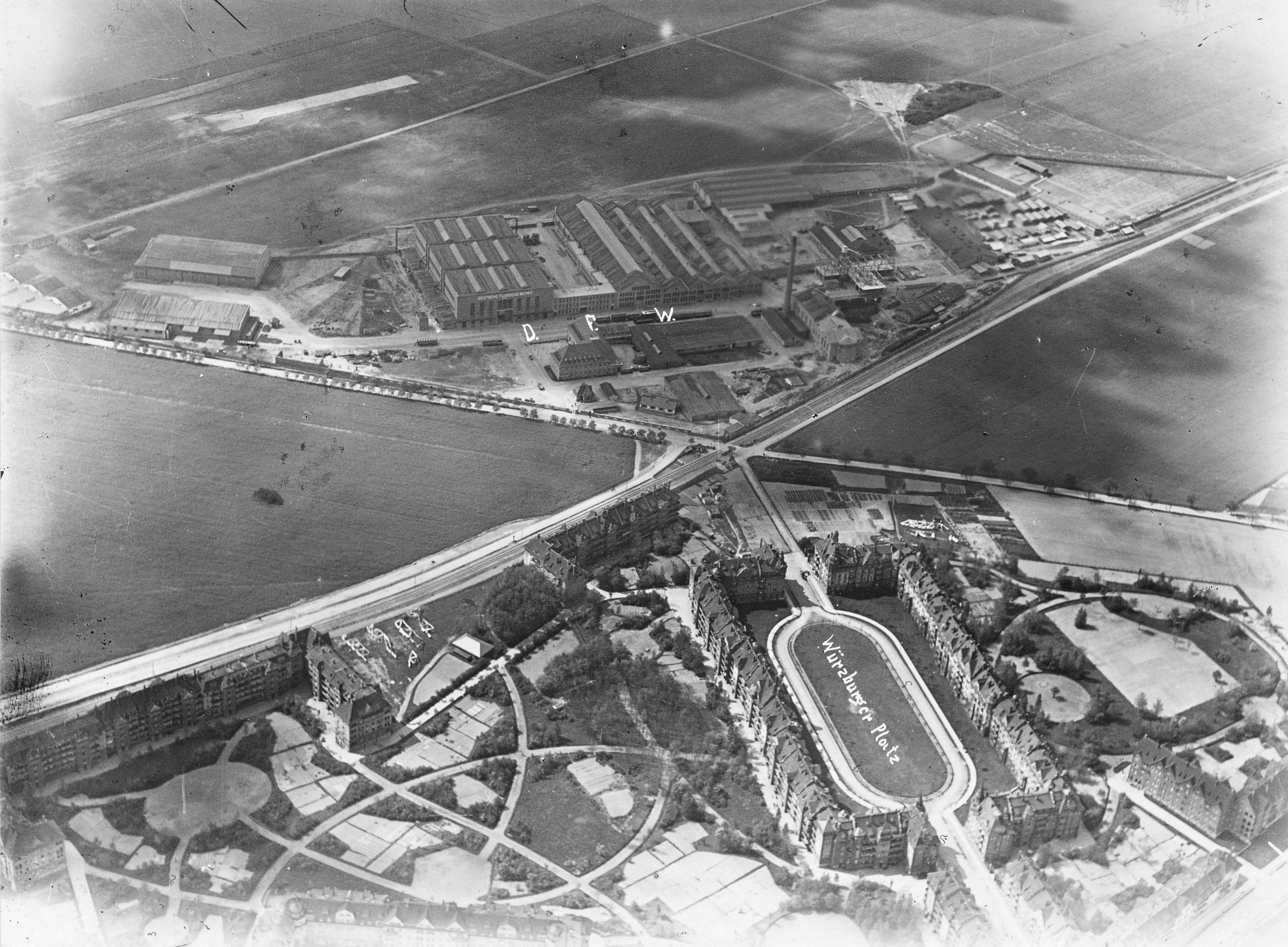
位於萊比錫附近的德意志航空器製造公司工廠，攝於西元1920年。

德意志航空器製造公司（德語：Deutsche Flugzeug-Werke，簡稱DFW），為德意志帝國在二十世紀早期的一個飛機製造商。由 伯恩哈德·邁耶以及埃里希·蒂勒在西元1910年於林登索爾創立，並與法爾曼航空公司簽約設計協助合約，在鴿式單翼機設計完成後，DFW也開始自己設計飛機。其中，DFW C.V偵察機生產了三千多架。在戰後，該公司的民用航空器設計毫無結果，最後被ATG公司收購。

## 曾生產或設計的航空器
- DFW Mars（英语：DFW Mars）
- DFW B.I（英语：DFW B.I）
- DFW C.I（英语：DFW C.I）
- DFW C.V（英语：DFW C.V）
- DFW D.I
- DFW D.II
- DFW R.I（英语：DFW R.I）
- DFW R.II（英语：DFW R.II）
- DFW R.III（英语：DFW R.III）
- DFW T.28 Floh（英语：DFW T.28 Floh）